# Francia en los Juegos Paralímpicos de Örnsköldsvik 1976
Francia estuvo representada en los Juegos Paralímpicos de Örnsköldsvik 1976 por un total de 21 deportistas, 17 hombres y cuatro mujeres.

## Medallistas
El equipo paralímpico francés obtuvo las siguientes medallas:
| Nombre          | Deporte      | Evento                         |
| --------------- | ------------ | ------------------------------ |
| Oro             |              |                                |
| Bernard Baudéan | Esquí alpino | Eslalon gigante IV A masculino |
| Bernard Baudéan | Esquí alpino | Combinada IV A masculino       |
| Plata           |              |                                |
| —               |              |                                |
| Bronce          |              |                                |
| Rémy Arnod      | Esquí alpino | Eslalon gigante II masculino   |
| Rémy Arnod      | Esquí alpino | Combinada II masculino         |
| Bernard Baudéan | Esquí alpino | Eslalon IV A masculino         |